# Электропоезд серии N700 сети Синкансэн
Электропоезд серии N700 сети Синкансэн — высокоскоростной японский электропоезд, разработанный совместно компаниями JR Central и JR West для использования на линиях Токайдо и Санъё. Испытания опытного образца поезда начались 10 марта 2005 года. В эксплуатацию введён 1 июля 2007 года. Поезда этой серии также эксплуатируются компанией JR Kyushu на линии Кюсю.
Поезда серии N700 способны развивать максимальную скорость до 300 км/ч. Они оснащены системой наклона вагонов на угол до одного градуса, что позволяет им сохранять скорость 270 км/ч на кривых радиусом 2,5 км, где ранее максимальная скорость составляла 255 км/ч. Эти поезда также обладают высокой ускоряемостью — до 2,6 км/ч в секунду, достигая 270 км/ч всего за три минуты. Модификация N700A, являющаяся усовершенствованным вариантом N700, может развивать скорость до 285 км/ч на участках с радиусом изгиба 3 км. Все существующие поезда N700 были модернизированы и получили обозначение N700A.
Расстояние между станцией Токио и станцией Син-Осака (515 км) N700 на маршруте Нодзоми преодолевает за 2 часа 22 минут. С марта 2009 года в поездах N700 доступен беспроводной интернет между Токио и Осакой.
В 2020 году на железнодорожных линиях появилась новая модель поезда N700S, которая со временем должна заменить все поезда серии N700. Эксплуатация первых четырёх поездов началась 1 июля того же года.

## Серия N700A
Серия N700-1000, также известная как N700A (где «A» обозначает «Advanced» или «усовершенствованный»), представляет собой новую версию поездов N700. Эти поезда начали поставляться с августа 2012 года и были введены в коммерческую эксплуатацию с 8 февраля 2013 года. Внешне они не отличаются от предшествующей серии N700, за исключением новых логотипов «N700A», размещенных на каждом нечетном вагоне. К техническим усовершенствованиям относятся модифицированные тормозные диски, датчики вибрации на тележках и улучшенная автоматическая система управления поездами (ATC).